# Belle de Jour
Belle de Jour is een Franse film van Luis Buñuel uit 1967.
Het scenario is gebaseerd op de gelijknamige roman van Joseph Kessel uit 1928. 

## Inhoud
De film gaat over een rijke echtgenote van een internist, die zich bij tijd en wijle overgeeft aan prostitutie.

## Analyse
Buñuel geeft in de film een scherpe kijk op de bourgeoisie, maar hij stelt ook voorzichtig de vraag over goed en kwaad en over masochistisch genot. Kan men zijn lichaam verkopen en er genot in vinden? Kan men zijn lichaam verkopen en trouw blijven? Het blijft ook onduidelijk of sommige beelden ontspruiten uit de verbeelding van Séverine, dan wel echt gebeurd zijn. 'Belle de Jour' tekent de strijd uit tussen de tederste liefde en de drang naar het genot.

## Rolverdeling
| Acteur            | Personage            |
| ----------------- | -------------------- |
| Catherine Deneuve | Séverine Sérizy      |
| Jean Sorel        | Pierre Sérizy        |
| Michel Piccoli    | Henri Husson         |
| Geneviève Page    | Madame Anaïs         |
| Pierre Clémenti   | Marcel               |
| Macha Méril       | Renée                |
| Georges Marchal   | hertog               |
| Francisco Rabal   | Hippolyte            |
| Françoise Fabian  | Charlotte            |
| Maria Latour      | Mathilde             |
| Muni              | Pallas               |
| Francis Blanche   | regelmatige klant    |
| Iska Khan         | Aziatische           |
| Bernard Musson    | lakei van de hertog  |
| François Maistre  | masochistische klant |
| Stéphane Bouy     | handelaar            |
| Claude Cerval     | chauffeur            |

## Prijzen
- Gouden Leeuw op het Filmfestival van Venetië - 1967
- Prix Méliès - 1967